# Marcos Veras
Marcos Rodrigues Veras (Rio de Janeiro, 9 de maio de 1980) é um ator, humorista, apresentador, roteirista e dublador brasileiro.

## Carreira
Marcos começou a carreira em 1999, destacando-se como radialista na Rádio Tupi e no teatro em peças de comédia, sendo um dos primeiros humoristas a fazer stand-up no Brasil. Além disso, no início de sua carreira, também trabalhou no mercado de dublagem brasileira dublando alguns personagens pequenos, pontas e afins. Paralelamente fez diversas participações especiais na televisão em Linha Direta, Sítio do Picapau Amarelo, Tecendo o Saber, Bicho do Mato, Alta Estação, Vidas Opostas e Luz do Sol, até ganhar seu primeiro papel fixo em Amor e Intrigas, na Record TV, onde interpretou o advogado Márcio. Em 2008 tornou-se apresentador do Shoptime e criou seu show de Stand-Up solo Falando a Veras"'. Entre 2009 e 2014 esteve no elenco de apoio do Zorra Total e em 2010 estrelou a peça Atreva-se, dirigida por Jô Soares.
Em 2012 ganhou reconhecimento nacional ao fazer parte do elenco original da produtora Porta dos Fundos, onde ficou até 2015 estrelando diversas esquetes Com milhões de visualizações no YouTube. No mesmo ano tornou-se comentarista no programa Encontro com Fátima Bernardes. Em 2013 retornou a rádio com o programa Tudo a Veras, na Nativa FM. Em 2015, integra no elenco de Babilônia no papel de um aspirante a chef que vivia um trisal. Já em 2017 foi um dos antagonistas de Pega Pega.

## Vida pessoal
Marcos é torcedor do Vasco da Gama. É formado em teatro pela Escola de Teatro Dirceu de Mattos e também em publicidade e propaganda pela Universidade Estácio de Sá. Imita os cantores Caetano Veloso, Luan Santana, Martinho Da Vila, Neymar, Wanúsia, João Lucas e Marcelo, Christian Figueiredo e Cleiton Rasta.
Em 12 de março de 2011, casou-se com a atriz Júlia Rabello, da qual se separou em dezembro de 2016. Em setembro de 2017, durante o Rock in Rio, assumiu namoro com a atriz Rosanne Mulholland com quem teve um filho nascido em agosto de 2020.

## Filmografia

### Internet
| Ano     | Título           | Personagem         |
| ------- | ---------------- | ------------------ |
| 2012–14 | Porta dos Fundos | Vários personagens |

### Televisão
| Ano     | Título                            | Personagem                   | Notas                                     |
| ------- | --------------------------------- | ---------------------------- | ----------------------------------------- |
| 1999    | Linha Direta                      | Matador                      | Episódio: "Quadrilha Aterroriza Taxistas" |
| 2001    | Sítio do Picapau Amarelo          | Pavão                        | Episódio: "Memórias de Emília"            |
| 2005    | Tecendo o Saber                   | Entregador                   | Episódio: "22 de dezembro"                |
| 2006    | Bicho do Mato                     | Garçom                       | Episódio: "2 de agosto"                   |
| 2006    | Alta Estação                      | Estudante                    | Episódio: "17 de outubro"                 |
| 2006    | Vidas Opostas                     | Alpinista                    | Episódio: "20 de novembro"                |
| 2007    | Luz do Sol                        | Motorista                    | Episódio: "21 de março"                   |
| 2007    | Amor e Intrigas                   | Márcio                       |                                           |
| 2008    | Por Toda Minha Vida               | Nanato Barbosa               | Episódio: "Chacrinha"                     |
| 2008–09 | Shoptime                          | Apresentador                 |                                           |
| 2009–14 | Zorra Total                       | Vários personagens           |                                           |
| 2012–15 | Encontro com Fátima Bernardes     | Apresentador                 |                                           |
| 2014    | A Grande Família                  | Mendonça (jovem)             | Episódio: "O Baile"                       |
| 2014    | Vai que Cola                      | Padre Eusébio                | Episódio: "Maus Hábitos"                  |
| 2015    | Babilônia                         | Norberto Vidal               |                                           |
| 2017    | Segredos de Justiça               | Bruno                        | Episódio: "Quem Cuida Dele?"              |
| 2017–18 | Pega Pega                         | Domênico Lopes               |                                           |
| 2018    | Vídeo Show                        | Apresentador                 | Episódios: "5 de fevereiro–27 de março"   |
| 2018    | Os Melhores Anos das Nossas Vidas | Painelista                   |                                           |
| 2019    | Vítimas Digitais                  | Chico Medeiros               | Episódio: "Chico"                         |
| 2019    | Verão 90                          | Álamo Sampaio                |                                           |
| 2019–20 | Escolinha do Professor Raimundo   | João Canabrava               |                                           |
| 2020    | Simples Assim                     | Marido da Grávida            | Episódio: "12 de dezembro"                |
| 2021    | Filhas de Eva                     | Fábio Ferreira               |                                           |
| 2022    | Além da Ilusão                    | Enrico Prata / Odilon Paixão |                                           |
| 2023    | Vai na Fé                         | Evilásio Simas Neto (Simas)  |                                           |
| 2024    | Turma da Mônica - Origens         | Denilson Carvalho (Gerente)  |                                           |

### Cinema
| Ano  | Título                                       | Personagem                        | Notas          |
| ---- | -------------------------------------------- | --------------------------------- | -------------- |
| 2008 | Damasceno e o Caixão                         | Damasceno                         | Curta-metragem |
| 2010 | Os Tubarões de Copacabana                    | Nicano                            |                |
| 2014 | Copa de Elite                                | Jorge Capitão                     |                |
| 2014 | Vestido pra Casar                            | Ceição                            |                |
| 2015 | Entre Abelhas                                | Davi                              |                |
| 2015 | Entrando Numa Roubada                        | Alex                              |                |
| 2016 | Porta dos Fundos: Contrato Vitalício         | Lorenzo Chantonelly               |                |
| 2016 | Shaolin do Sertão                            | Armandinho                        |                |
| 2016 | Um Namorado Para Minha Mulher                | Veloso                            |                |
| 2017 | Os Saltimbancos Trapalhões: Rumo a Hollywood | Carlos Beraldo Rogaciano da Costa |                |
| 2017 | O Filho Eterno                               | Roberto                           |                |
| 2018 | Tudo Acaba em Festa                          | Vladmir Carvalho (Vlad) / Leon    |                |
| 2019 | Divaldo - O Mensageiro da Paz                | Obsessor                          |                |
| 2021 | Um Casal Inseparável                         | Léo                               |                |
| 2021 | A Liga de Monstros                           | Steve (voz)                       | Dublagem       |
| 2022 | Dás um Banho, Zé Perri!                      | Celestino                         | Curta-metragem |
| 2023 | Nas Ondas da Fé                              | Apóstolo Wanderley                |                |
| 2023 | Gato de Botas 2: O Último Pedido             | Perrito (voz)                     | Dublagem       |

## Rádio
| Ano     | Título               | Cargo                  | Notas       |
| ------- | -------------------- | ---------------------- | ----------- |
| 2000–03 | Patrulha da Cidade   | Repórter (como Toinho) | Rádio Tupi  |
| 2004    | Estação Forró        | Apresentador           | Nativa FM   |
| 2009–15 | Tudo a Veras         | Apresentador           | Nativa FM   |
| 2013    | Show do Heleno Rotay | Repórter (como Toinho) | Rádio Tupi  |
| 2018–19 | Papo de Almoço       | Apresentador           | Rádio Globo |

## Teatro
| Ano     | Título                                                        |
| ------- | ------------------------------------------------------------- |
| —       | A Bela Adormecida                                             |
| 2003–13 | Terror na Praia                                               |
| —       | Quando o Amor é um Pastel de Carne Para Corações Vegetarianos |
| —       | Ter ou não Ter                                                |
| —       | A Mão e a Luva                                                |
| 2005    | Cleópatra                                                     |
| —       | João e Maria                                                  |
| 2008    | O Mágico de Oz                                                |
| —       | Laboratório de Humor                                          |
| 2009    | Rádio no Ar – Um Programa de Rádio no Teatro                  |
| 2009–15 | Falando a Veras                                               |
| 2011    | Não Olhe Pra Baixo. Você Vai Querer Pular                     |
| 2012–14 | Atreva-se                                                     |
| 2016–17 | Acorda pra Cuspir                                             |

## Prêmios e indicações
| Ano  | Associações                        | Categoria                     | Nomeações               | Resultado |
| ---- | ---------------------------------- | ----------------------------- | ----------------------- | --------- |
| 2017 | Prêmio Cenym de Teatro             | Melhor Ator                   | Acorda pra Cuspir       | Indicado  |
| 2019 | Troféu Nelson Rodrigues            | Referência Nacional nas Artes | Homenagem               | Venceu    |
| 2022 | Festival Sesc Melhores Filmes      | Melhor Ator Nacional          | Um Casal Inseparável    | Indicado  |
| 2022 | SEC Awards                         | Melhor Ator Nacional em Filme | Um Casal Inseparável    | Indicado  |
| 2022 | Toronto Indie Shorts               | Melhor Ator                   | Dás um Banho, Zé Perri! | Venceu    |
| 2023 | Prêmio Bibi Ferreira               | Melhor Ator em Musicais       | Alguma Coisa Podre!     | Indicado  |
| 2023 | Prêmio Destaque Imprensa Digital   | Melhor Ator                   | Alguma Coisa Podre!     | Indicado  |
| 2023 | Prêmio Arcanjo de Cultura          | Teatro                        | Alguma Coisa Podre!     | Venceu    |
| 2023 | Melhores do Teatro Blog do Arcanjo | Melhor Elenco em Musical      | Alguma Coisa Podre!     | Venceu    |
| 2025 | Prêmio Prio do Humor - SP          | Melhor Performance            | Insignifância           | Venceu    |